# Lev Landau
Pour les articles homonymes, voir Landau.
 (juin 2024).
Si vous disposez d'ouvrages ou d'articles de référence ou si vous connaissez des sites web de qualité traitant du thème abordé ici, merci de compléter l'article en donnant les références utiles à sa vérifiabilité et en les liant à la section « Notes et références ».
Lev Davidovitch Landau (en russe : Лев Давидович Ландау, [lʲɛv dɐˈvidəvʲitɕ lɐnˈda.u] ), né le 22 janvier 1908 à Bakou (Empire russe) et mort le 1er avril 1968 à Moscou (Union soviétique), est un physicien théoricien soviétique. Il est lauréat du prix Nobel de physique de 1962 « pour ses théories pionnières à propos de l'état condensé de la matière, particulièrement l'hélium liquide » mais ses contributions à la physique vont bien au-delà et couvrent de nombreuses branches où il apporta des formalisations théoriques des phénomènes de la mécanique des fluides à la théorie quantique des champs. Il élaborera ainsi un formalisme théorique des transitions de phase de deuxième ordre, de la supraconductivité (théorie de Ginzburg-Landau), du diamagnétisme, des liquides de Fermi, etc. Il est aussi crédité d'avoir anticipé l'existence d'étoiles à neutrons (ou, du moins, d'étoiles denses de particules subatomiques sans charge électrique) avant même la découverte des neutrons en 1932.

## Biographie

### Enfance et jeunesse
Il naît à Bakou dans une famille juive dont le père, David, est ingénieur dans le pétrole et a été aussi administrateur de la compagnie pétrolière d'Alphonse de Rothschild, appelée BNITO (acronyme en russe de « Compagnie de la Caspienne et de la mer Noire ») jusqu'à sa vente en 1911. Sa mère est médecin. Lev sait lire dès l'âge de quatre ans et reste durant toute sa scolarité un élève doué bien que timide et maladroit, fuyant souvent le contact des autres enfants. Il n'a pas dix ans lorsque la révolution russe éclate, créant au sein de sa famille et de la minorité juive dont elle fait partie l'espoir de voir enfin cesser les discriminations dont elle est l'objet sous le régime du tsar Nicolas II. 
Après avoir terminé ses études secondaires à l'âge de 13 ans, Lev espère pouvoir poursuivre à la faculté des sciences de l'université de Bakou, mais sous la pression de son père, et à son grand désespoir, il s'inscrit à l'institut des hautes études économiques de cette même ville. Au bout d'un an, n'en pouvant plus, il refuse de continuer et obtient de son père d'aller étudier les sciences à l'université où il s'inscrit en 1922 en mathématiques et en physique, devenant ainsi le plus jeune des étudiants.
Deux ans plus tard, sa licence en poche, il obtient de chaudes recommandations de ses professeurs afin de continuer ses études à l'université de Petrograd. Malgré la terreur rouge qui sévissait alors en URSS, il trouve à son arrivée en 1924 une ambiance favorable à l'épanouissement intellectuel des jeunes scientifiques, le pouvoir soviétique entretenant encore à cette époque une attitude ouverte vis-à-vis des sciences, voyant en elles à la fois un moyen de promotion de son idéologie et de combat contre les religions.

### «Dau» étudiant
Au sein de cette université, Landau se lie rapidement d'amitié avec George Gamow et se voit rapidement affublé du surnom de « Dau » qui le suivra toute sa vie. Il commence donc sa thèse en 1926 à l'institut physico-technique de Leningrad et publie son premier article consacré à l'analyse spectrale des molécules diatomiques. Sa réputation d'alors le fait passer pour un excentrique, volontiers rebelle, voire insolent mais toujours charmant, car à la fois maladroit et timide. Du point de vue politique, Lev est alors un communiste sincère et enthousiaste, par ailleurs admirateur de Trotsky. C'est pourquoi la montée au pouvoir de Staline et le renforcement du pouvoir répressif et suspicieux de la Tchéka-Guépéou représente pour lui un motif d'inquiétude.
Toutefois, après des mois d'attente, Landau obtient en 1929 une bourse du gouvernement soviétique ainsi que de la Fondation Rockefeller afin d'aller étudier la physique un an à l'étranger. Il n'a alors que 21 ans, mais peut se targuer d'une œuvre scientifique considérable, traitant notamment de physique statistique et quantique. 
Son séjour en Europe non-communiste commence par Göttingen, dans l'Allemagne encore démocratique, où il répond à une invitation de Max Born. Au bout de quelques semaines, il se rend à Leipzig pour suivre les cours de Werner Heisenberg et se fait vite remarquer pour son caractère intrépide et volontaire. L'anecdote ci-dessous, bien que non confirmée, donne une idée du personnage : 

« A la fin d'une conférence tenue en 1930 à Leipzig, devant la Société allemande de physique, le président, après avoir chaleureusement remercié Albert Einstein pour son discours, se tourna vers le public présent, lui demandant d'éventuelles questions.
Du dernier rang de la pièce se tenait un jeune homme au corps maigre et au visage décharné, avec une énorme touffe en désordre et deux yeux vifs. Dans un allemand très rudimentaire et d’une manière plutôt surprenante, il dit :
" Ce que dit le professeur Einstein n'est pas stupide, mais la deuxième équation qu'il a écrite ne dérive pas de la première. Elle nécessite, en fait, des hypothèses supplémentaires qui n'ont pas été faites et, ce qui est pire, elle ne satisfait pas à un critère d'invariance, comme ça devrait être".
Un silence glacial tomba dans la pièce et tout le monde se tourna pour regarder avec incrédulité et étonnement ce garçon bizarre et audacieux. Tout le monde sauf Einstein, qui commença à regarder pensivement le tableau noir, caressant sa moustache avec sa main.
Au bout d'une minute, il se tourna et, reconnaissant son erreur, dit :
"L'observation de ce jeune homme là-bas est tout à fait exacte. Je vous demande donc d'oublier tout ce que je vous ai dit aujourd'hui."
Cet insolent de 22 ans s'appelait Lev Davidovitch Landau, destiné à devenir le principal physicien théoricien de l'Union soviétique, l'un des plus grands physiciens de notre temps, prix Nobel de physique en 1962. »

Peu de temps après, il part pour Copenhague où il rencontre Bohr, dont il se considérera ensuite toujours comme un disciple. Il retournera à Copenhague en 1933 et 1934. Son périple le mène ensuite à Cambridge, où il travaille sous la direction de Paul Dirac et à Zurich avec Wolfgang Pauli. Un de ses condisciples à Zurich, Rudolf Peierls (qui était alors assistant de Pauli) dit de lui : 

« Je me souviens très nettement de la grande impression que Landau fit sur nous tous quand il se présenta dans le laboratoire de Wolfgang Pauli en 1929, […] Nous ne mîmes pas longtemps à découvrir avec quelle profondeur il comprenait la physique moderne, et quel talent il avait pour résoudre les problèmes fondamentaux. Il lisait rarement en détail un article de physique théorique, juste assez pour voir si le sujet était intéressant, et dans ce cas quelle était l'approche de l'auteur. Il se mettait ensuite à faire les calculs de son côté, et si ses résultats concordaient avec ceux de l'auteur, il approuvait l'article. »

Landau regagne Léningrad en 1931 et constate alors un changement important dans l'attitude du gouvernement soviétique envers les savants. Ceux-ci avaient en effet jusque-là pu travailler dans un climat de relative liberté, le régime récemment créé cherchant à s'établir une certaine légitimité internationale par l'intermédiaire de la renommée de ses scientifiques. Le début des années 1930 se caractérise au contraire par une volonté politique plus forte de l'URSS de surveiller idéologiquement ses citoyens, y compris les scientifiques.

### Carrière scientifique et séjour en prison
En 1932, Landau s'installe à Kharkov, où on lui confie la direction du département théorique du nouvel Institut physico-technique d'Ukraine. Il est reçu docteur ès sciences en 1934 sans avoir eu à soutenir sa thèse et est nommé à la chaire de physique générale de l'université de Kharkov en 1935. En 1937, à la demande de Piotr Kapitsa, il s'installe à Moscou, où il est nommé par celui-ci à la tête de la section théorique de l'institut des problèmes physiques construit peu de temps avant. Cette nomination tombe à point nommé pour Landau, Moscou ayant remplacé depuis quelques années Léningrad comme centre de la science soviétique. Mais sa satisfaction ne dure qu'un temps, car la fin des années 1930 est la période des Grandes Purges qui touchent non seulement les citoyens ordinaires, mais aussi les cadres, les scientifiques, les ingénieurs, les artistes, les militants du Parti et même les militaires et les membres du gouvernement.
Le matin du 28 avril 1938, une limousine pénètre dans la cour de l'institut des problèmes physiques. Des hommes en civil en sortent et sonnent à la porte du numéro deux, l'appartement de Landau. Celui-ci est alors conduit à la Boutyrskaïa, une des nombreuses prisons politiques que compte Moscou. On lui annonce qu'il est condamné à dix ans de prison sous l'accusation courante à cette époque d'espionnage au profit de l'Allemagne nazie. Cette arrestation suit la découverte par le NKVD d'une brochure écrite par lui et le physicien Mosey Korets critiquant le régime stalinien. L'absurdité du motif joue en faveur de "Dau", qui avait quitté l'Allemagne avant que les nazis ne prennent le pouvoir et qui était juif. Il ne reste donc qu'un an en prison et Piotr Kapitsa réussit à le faire libérer en avril 1939, en intervenant directement auprès de Staline et de son bras droit Molotov. Comme la plupart des victimes du NKVD, qui les soumettait couramment à différentes tortures physiques (coups, faim, soif, froid, électricité) ou psychiques (humiliations, fouilles intimes répétées, privation de sommeil, menaces sur la famille), Landau sort de prison émacié, gravement malade et mentalement affecté. Mi-sérieux mi-ironique, il dira plus tard de cette période qu'elle ne fut pas totalement perdue pour lui puisqu'il avait appris à faire de tête un très grand nombre de calculs complexes, les murs de sa cellule lui servant de tableau noir imaginaire.
Il se remit au travail dès sa sortie de prison. Il parvient à une explication de l'état de superfluidité de l'hélium liquide mis en évidence simultanément par Kapitsa et John Allen (en) deux ans auparavant, en recourant au formalisme de quasi-particules d'ondes mécaniques, les phonons, conceptualisés en 1932 par Igor Tamm, et les rotons, inventés par Landau. Ce résultat, publié en 1941, sera mis en avant par l'Académie Nobel lorsqu'elle lui attribuera le prix Nobel de physique 21 ans plus tard. Landau termine aussi une importante étude sur la polarisation des électrons libres. 
Il reprend sa position hiérarchique et scientifique au sein de l'Institut des problèmes physiques, mais reste suspect aux yeux de la police politique, d'autant qu'il n'a jamais été membre du parti communiste. Mais après la fin de la guerre, Staline a besoin de physiciens et grâce aux soutiens et pressions de certains savants influents, Landau fait son entrée en 1945 à l'Académie des sciences d'URSS sans être présent sur la liste du comité central ni être passé par le stade intermédiaire de membre correspondant. 
Dans l'après-guerre, Landau dirige une équipe de physiciens et mathématiciens chargés du développement de la bombe atomique soviétique et fera preuve d'un certain succès en prédisant par le calcul la puissance de la première bombe H soviétique. Il sera ainsi récompensé du prix Staline en 1949, puis 1953, ainsi que du titre de Héros du travail socialiste en 1954. 
À partir de 1949, Landau s'attaque, en collaboration avec son étudiant Evgueni Lifchits, à une œuvre monumentale : le Cours de physique théorique en dix volumes qui deviendra un ouvrage de référence bien au-delà du monde soviétique.

### Accident, prix Nobel et dernières années
Le 7 janvier 1962, Landau a un accident de circulation, percutant en voiture un camion arrivant en sens contraire. Grièvement blessé, il traversera un long épisode de coma. Ses séquelles, notamment cérébrales, le diminuent fortement et condamnent irrémédiablement sa capacité à faire de la physique. Il sera ainsi incapable de se rendre en personne pour se voir remettre le prix Nobel de physique, le 1er novembre, et on fera lire un texte détaillant son parcours intellectuel.  Il avait toutefois conservé le sens de l'humour qu'on lui avait toujours connu, comme l'attestent les propos échangés avec le psychologue Alexandre Louria, qui tentait d'évaluer les effets de l'accident sur son cerveau :
Louria: "S'il vous plait, dessinez-moi un cercle."
Landau dessine une croix
Louria: "Heum, voulez-vous maintenant me dessiner une croix ?"
Landau dessine un cercle
Louria: "Landau, pourquoi ne faites-vous pas ce que je vous demande"
Landau: "Si je le faisais, cela pourrait vous amener à conclure que je suis devenu déficient mental ! ".
Trois ans plus tard, en 1965, ses anciens étudiants et collègues fondent l'Institut Landau de physique théorique, à Tchernogolovka à une soixantaine de kilomètres au nord-est de Moscou qui sera dirigé par Isaak Khalatnikov.
De plus en plus isolé et affecté par les conséquences de son accident, Lev Landau s'éteint le 1er avril 1968. Ses amis les plus proches diront : « Pour moi, Dau est mort en 1962 ». Il est inhumé au cimetière de Novodiévitchi. Son épouse est décédée en 1984.

## Publications
Lev Landau est l'auteur/inspirateur d'un Cours de physique théorique écrit avec la collaboration de son élève Evguéni Lifchitz et publié en 10 volumes par les éditions Mir (Moscou). Du fait de son décès prématuré, Landau n'a pas participé à la rédaction des tomes 4, 9 et 10.
- Tome 1 : Mécanique, 4e édition, 1982  (ISBN 5-03-000198-0).
- Tome 2 : Théorie des champs, 4e édition, 1989  (ISBN 5-03-000641-9).
- Tome 3 : Mécanique quantique, 3e édition, 1975  (ISBN 5-03-000199-9).
- Tome 4 : Électrodynamique quantique, 2e édition, 1989  (ISBN 5-03-000642-7).
- Tome 5 : Physique statistique, 1re édition, 1967 (ASIN B007EB82AI).
- Tome 6 : Mécanique des fluides, 2e édition, 1989  (ISBN 5-03-000644-3).
- Tome 7 : Théorie de l'élasticité, 2e édition, 1990  (ISBN 5-03-000645-1).
- Tome 8 : Électrodynamique des milieux continus, 2e édition, 1990  (ISBN 5-03-000646-X).
- Tome 9 : Physique statistique (II), 1990  (ISBN 5-03-000647-8).
- Tome 10 : Cinétique physique, 1990  (ISBN 5-03-000648-6).